# Jérôme Salle
Jérôme Salle (nacido en 1971) es un director de cine francés así como guionista.

## Biografía
Como director, Salle dirigió películas como El secreto de Anthony Zimmer, así como la adaptación del cómic belga Largo Winch y su continuación Largo Winch II. Su película Zulú fue seleccionada para la clausura del Festival de Cannes de ese año.

## Filmografía
| Año  | Título                       | Acreditado como | Acreditado como | Notas                                            |
| Año  | Título                       | Director        | Guionista       | Notas                                            |
| ---- | ---------------------------- | --------------- | --------------- | ------------------------------------------------ |
| 1997 | L'Homme idéal                |                 | Sí              |                                                  |
| 1998 | Bob le magnifique            |                 | Sí              | Telefilm                                         |
| 2000 | Le Jour de Grâce             | Sí              | Sí              | Cortometraje                                     |
| 2000 | Le Prince du Pacifique       |                 | Sí              | No acreditado                                    |
| 2005 | Duplicity                    |                 | Sí              |                                                  |
| 2005 | El secreto de Anthony Zimmer | Sí              | Sí              | Nominado — Premios César Best First Feature Film |
| 2008 | Largo Winch                  | Sí              | Sí              |                                                  |
| 2011 | Largo Winch II               | Sí              | Sí              |                                                  |
| 2013 | Zulu                         | Sí              | Sí              |                                                  |
| 2016 | The Odyssey                  | Sí              | Sí              |                                                  |

## Premio y distinciones
Festival Internacional de Cine de San Sebastián
| Año  | Categoría                 | Película | Resultado |
| ---- | ------------------------- | -------- | --------- |
| 2016 | Premio Lurra - Greenpeace | Jacques  | Ganador   |